# Wiaczesław Rosnowski
Wiaczesław Rosnowski (ur. 22 stycznia 1975) – kazachski koszykarz posiadający także polskie obywatelstwo. Występuje na pozycji rzucającego obrońcy lub niskiego skrzydłowego.

## Życiorys
Rosnowski urodził się w Kazachstanie, jednak posiada podwójne obywatelstwo. Wszystko za sprawą polskich korzeni zawodnika. Rosnowski zaczynał karierę w Kazachstanie, potem grał w Rosji. W latach 1999–2002 występował w Polpharmie Starogard Gdański. Potem, przez 7 lat grał za granicą, w Szwajcarii, Niemczech, Francji oraz na Cyprze. W styczniu 2010 roku wrócił do Polski, podpisał kontrakt ze Sportino Inowrocław.

## Przebieg kariery
- 1992-1993 SCA Ałma Ata
- 1995-1996 CSK SVV Samara
- 1997-1999 Arsenał Tuła
- 1999-2002 Polpharma Starogard Gdański
- 2003-2004 Olympic Freiburg
- 2004-2005 Herens Basket
- 2005-2006 Sellbytel Baskets Nuernberg
- 2006-2007 Eisbaeren Bremerhaven
- 2007-2008 Quimper
- 2008-2010 Apollon Limassol
- 2009-2011 Sportino Inowrocław

## Sukcesy
- Wicemistrz świata juniorów (1994)
- Reprezentacja Kazachstanu (1996)
- Reprezentacja Polski (2001)
- Wicemistrz Szwajcarii (2004)